# Parmaturus albipenis
Parmaturus albipenis is een vissensoort uit de familie van de Pentanchidae. De wetenschappelijke naam van de soort werd voor het eerst geldig gepubliceerd in 2007 door Bernard Séret en Peter Robert Last.